# Нови Чеминац
Нови Чеминац је насељено место у Барањи, општина Чеминац, Република Хрватска.

## Становништво
На попису становништва 2011. године, Нови Чеминац је имао 319 становника.

## Попис 1991.
На попису становништва 1991. године, насељено место Нови Чеминац је имало 537 становника, следећег националног састава:
| Попис 1991.‍  | Попис 1991.‍  | Попис 1991.‍ | Попис 1991.‍ | Попис 1991.‍ |
| ------------ | ------------ | ----------- | ----------- | ----------- |
|              |              |             |             |             |
| Срби         | Срби         |             | 261         | 48,60%      |
| Хрвати       | Хрвати       |             | 200         | 37,24%      |
| Југословени  | Југословени  |             | 29          | 5,40%       |
| Мађари       | Мађари       |             | 8           | 1,48%       |
| Немци        | Немци        |             | 3           | 0,55%       |
| неопредељени | неопредељени |             | 8           | 1,48%       |
| регион. опр. | регион. опр. |             | 8           | 1,48%       |
| непознато    | непознато    |             | 20          | 3,72%       |
| укупно: 537  |              |             |             |             |

## Спорт
- ФК Нови Чеминац